# 闸口乡
闸口乡，是中华人民共和国湖南省常德市澧县下辖的一个乡镇级行政单位。

## 行政区划
闸口乡下辖以下地区：
花园湾社区、羊煤社区、新桥村、大公村、羊耳山村、丫角村、芦桥村、水氽洞村、老木村、柏樟村、古城岗村、沿溪村和石庄村。